# Trapani Calcio
O Trapani Calcio 1905, mais conhecido como Trapani é um clube de futebol da Itália, com sede na cidade de Trapani, fundado em 1905 com nome de Unione Sportiva Trapanese. Manda seus jogos no Estádio Polisportivo Pronviciale, com capacidade para receber 7.750 pessoas.
O clube atual foi refundado em 2002 com o nome de Associazione Sportiva Dilettantistica Trapani Calcio(em 2010 mudou o nome para Trapani Calcio S.r.l.). Porém, alguns meses antes de ser tornar Trapani Calcio S.p.A., foi excluído do campeonato regional, onde tinha sido rebaixado, devido a problemas econômicos.

## História

### Os precursores
No inicio do século XX, em Trapani praticavam-se vários esportes, primeiro como hobby, depois mais tarde na forma competitiva e mais organizada. Isso envolvia sobretudo as classes mais pobres da cidade. Eram praticados especialmente a corrida, o ciclismo, as corridas de cavalos e futebol. Atividades essas que incentivaram os patronos Vincenzo Florio, rico industrialista de grandes interesses esportivos, o marquês Giuseppe Platamone, Thomas Lipton, magnata britânico criador do chá Lipton e criador da Coppa Lipton, Joshua Whitaker e Euphrosyne Whitaker, a quem deve o Whitaker Challenge Cup.
Neste quadro inseriu-se a criação do US Trapanese, primeiro clube de futebol da cidade de Trapani, provavelmente fundado em 1905.
A pausa bélica em 1920 veio trazer o nascimento de dois clubes diferentes, o Sport Cub Vigor Trapani e o Drepanum União Sporting. A Vigor foi a primeira equipe afiliada ao FIGC, e participou do campeonato da Primeira Divisão da Liga do Sul 1921–22 C.C.I, mas as dificuldades econômicas forçaram o clube a se retirar do campeonato. Consciente de suas fraquezas, Vigor e Drepanum fizeram a fusão que deu a vida de volta aos dois clubes, mas com um novo nome US Trapanese, porém não teve vida longa e o clube logo foi dissolvido em 1926.
Enquanto isso, outro clube se distinguia-se na cidade, a Associazione Sportiva Trapani, um clube desportivo fundado pelos esforços de um grupo que contava com Abel Mazzarese e Thomas Cavallaro, sob a presidência de Agostinho Burgarella, que é conhecido tradicionalmente por ter organizado o primeiro jogo contra o Sport Club Marsala em um campo de arquibancadas. Em primeiro de agosto, o jogo terminou 4–3 para o Marsala. As atividade futebolísticas continuaram de forma ininterrupta, tanto que o clube privilegiava outras atividades como, por exemplo, o remo a onde aconteciam encontros que contavam com a participação das forças militares estacionadas em Trapani. Muitos atletas cresceram na associação esportiva como os irmãos Nolfo e Ottavio Marceca, que depois foram protagonistas na ascensão de um novo clube de Trapani, a Juventus.
Whitaker Challenge Cup foi o primeiro troféu siciliano de futebol da história.

### Anos trinta: a Juventus Trapani
A evolução organizacional do futebol do sul da Itália vista nos anos vinte após a criação da Liga do Sul, fizeram os diretórios forçarem os clubes de futebol fusões entre eles para ficarem fortes financeiramente e com isso estabilizarem a situação instável dos clubes naquela época. Em 1929, os campeonatos regionais são modificados e geridos pelo diretório regional, campeonatos estes que em 1930, o Sport Club Juventus Trapani, ingressou após herdar as atividades de futebol do AS Trapani. A equipe "uma associação  de jovens; um programa de parceria bastante limitada e modesta", adotou a cor azul-preto, o presidente era Gaetano Gionfrida, era economicamente sustentado pelo barão Francesco Adragna, que escolheu o treinador austríaco Heinrich Schönfeld. Schonfeld (havia jogado na Serie A e nos Estados Unidos) no final de sua carreira decidiu seguir a carreira de treinador e aplicava regras de futebol de Danúbio, que na época estava fazendo escola.
O clube foi registrado na FIGC, que era o ultimo degrau da pirâmide do futebol para as sociedades esportivas recém nascidas. Inesperadamente na primeira temporada do campeonato em 1931 disputou uma temporada honrosa permitiu que a Juventus Trapani (a equipe foi formada predominantemente por jogadores locais) no ano seguinte em 1932 disputasse a promoção a Segunda Divisão a onde conseguiram através da repescagem. Schonfeld foi pressionado a ter uma formação adequada no campeonato, por isso Schonfeld chamou Stevan Tommei, Giuseppe Gobetti e Eligio Nelva provenientes do campeonato superior, e com a chegada dos reforços a equipe conseguiu vencer o grupo no campeonato, mas não participou da final, renunciaram, vendo depois sucessivamente a repescagem da Primeira Divisão e consequente renuncia do U.S Torrese.
Em 1933, chegou um novo treinador, Attilio Buratti(mais tarde morreu no acidente ferroviário de Contigliano de 1936), foi demitido rápido. No meio do campeonato, o posto ficou vazio, permitindo assim o retorno de Schonfeld e logo em seguida Schonfeld salva a equipe do rebaixamento. Na temporada seguinte 1934–35, a Juventus Trapani treinada por Schonfeld, alcança um excelente segundo lugar atrás do primeiro lugar Palmese. A contribuição de Schonfeld foi decisiva não só como treinador, mas também como jogador, especialmente no início da experiência siciliana. Nas reformulações dos campeonatos nacionais, o Trapani passou por graves problemas financeiros e não pôde participar do campeonato da Serie C de 1935 (o segundo lugar no ano anterior levou a essa categoria automaticamente) e foi excluído a favor de Prato. A Juventus Trapani ainda conseguiu participar do campeonato da primeira divisão em 1935-36, porém teve um campeonato medíocre.

## Títulos
- Serie C da Itália: 1

(2012–13)
- Serie B da Itália: 1

(1931–32)
- Lega Pro Segunda Divisão: 1

(1993–94)
- Serie D da Itália: 1

 (1971–72)